# Hanko (pieczęć)

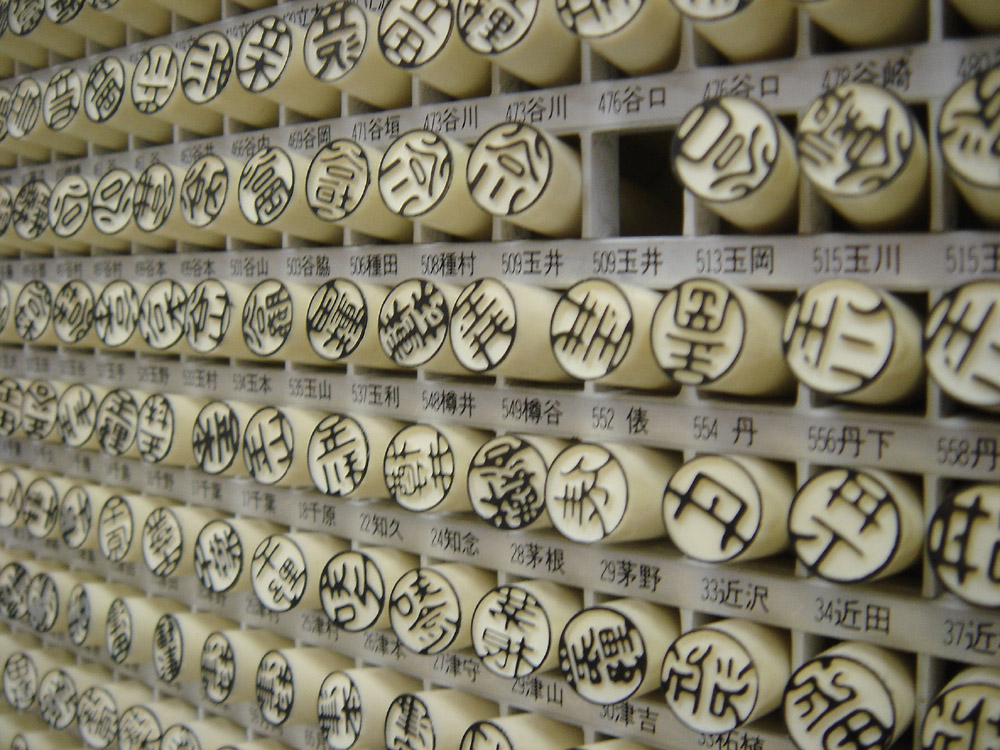
Przykładowe hanko

Hanko (jap. 判子) − rodzaj pieczątki o okrągłym kształcie, japoński odpowiednik podpisu. Niezarejestrowana w urzędzie gminy wersja inkanu. Służy do podpisywania mniej istotnych dokumentów.